# シーランス (ミサイル)

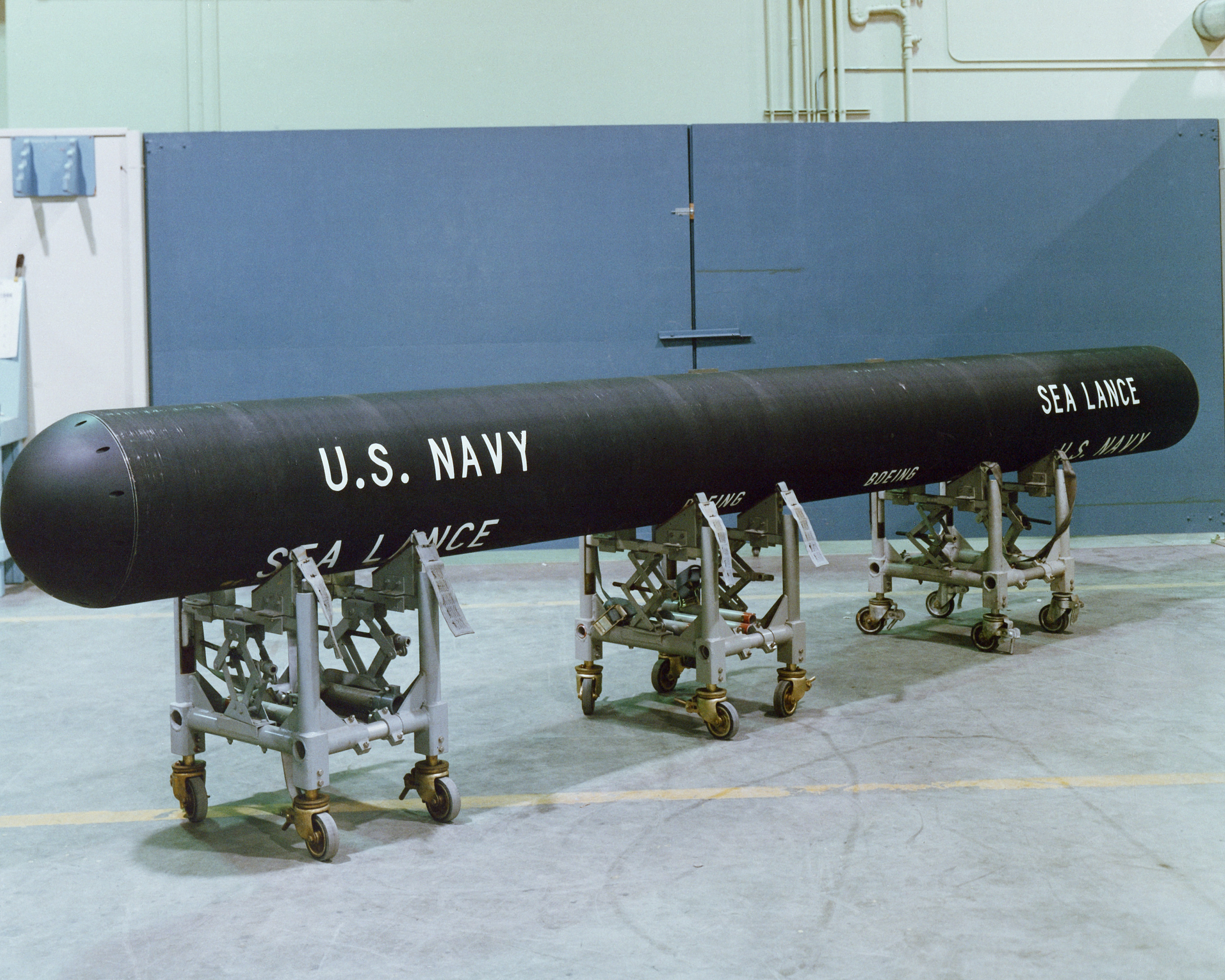
潜水艦の魚雷発射管からのUUM-125 シーランスの発射に用いられる耐圧カプセル。胴体側面に「SEA LANCE」と大きく書かれている。

シーランス(Sea Lance)はボーイング社がアメリカ海軍向けに開発していた対潜ミサイル。アスロックやサブロックを更新するものとして1980年代に開発されていたが、実用化はなされなかった。

## 概要
海軍より発注を受けて、1982年より開発が開始された。開発当初は水上艦搭載用のRUM-125と潜水艦搭載用のUUM-125の二種類が開発されることとなった。
シーランスは、対潜ミサイルであり、空中を飛翔後、弾頭を所定海面に投下するものである。潜水艦からの発射においては、耐圧カプセルに封入され魚雷発射管から発射される。ミサイルは海面に浮上後、ロケットにより飛翔を開始する。水上艦搭載型はMk41 VLSより発射する予定となっていた。
開発当初は弾頭として、W89核弾頭を核爆雷として用いる予定であった。途中より、Mk50魚雷を弾頭として用いるUUM-125Bも開発されることとなった。ミサイルの最大射程は約185kmであるが、誘導魚雷を弾頭に用いるUUM-125Bでは、照準・探知の限界により、収束帯(CZ)1つ分に相当する約65kmに抑えられた。
技術的困難により、1983年にはRUM-125の開発は延期された。1986年には開発を再開、全規模開発に移行し、1988年には核兵器搭載型の開発は中止し、通常兵器型のみの開発となった。また、水上艦搭載型の開発も再開されている。
しかし、1990年には財政上の問題により開発中止となった。そのため、本ミサイルの開発中止とサブロックの退役により、アメリカ海軍の潜水艦は対潜用スタンドオフ兵器を有しなくなった。水上艦向けには1993年からVL-ASROCの配備が開始された。

## 要目
- 全長：6.25m
- 胴体直径：53.3cm
- 重量：1.4t
- 最大速度：M1.5
- 射程：UUM-125A 185 km, UUM-125B 65 km
- 機関：固体燃料ロケット
- 弾頭：UUM-125A W89核弾頭, UUM-125B Mk50魚雷